# Suite n.º 2 (Rajmáninov)

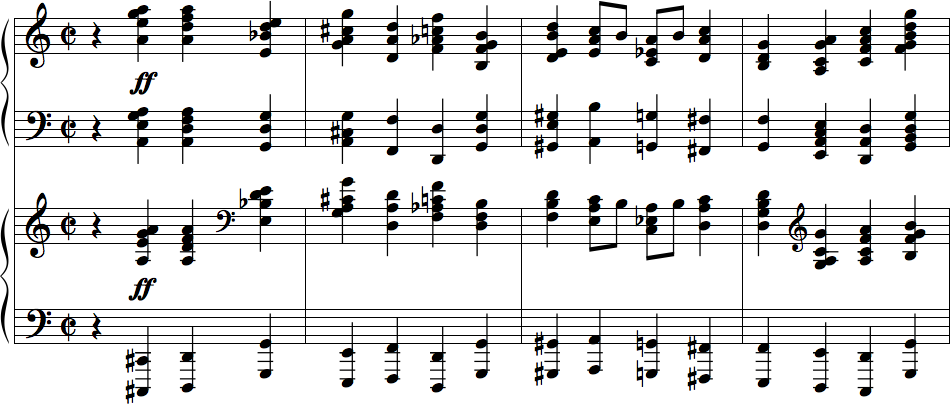
El primer movimiento de la segunda suite está llena de sus característicos acordes llenos y gruesos.

La Suite n.º 2, Op. 17 es una composición para dos pianos de Sergéi Rajmáninov.
La obra fue compuesta en Italia durante los primeros meses de 1901 y como el famoso Segundo Concierto para piano, Op. 18, confirma la vuelta de la creatividad del compositor tras cuatro años de silencio tras la conmoción sufrida por el fracaso de su primera sinfonía. La Suite fue estrenada el 24 de noviembre de 1901 por el compositor y Aleksandr Ziloti.
En contraste con su Primera Suite para dos pianos, la obra no se basa en literatura y la forma tiende a acercarse a la de la suite tradicional.  Los movimientos son:
1. Introducción (Alla marcia, en do mayor)
2. Vals (Presto, en sol mayor)
3. Romance (Andantino, en la bemol mayor)
4. Tarentela (Presto, en do menor)

La interpretación más famosa de estas piezas tuvo lugar en Los Ángeles a principios de la década de 1940, justo antes de la muerte del compositor. Él y Vladimir Horowitz estaban en una fiesta y tocaron juntos la obra, la única y última vez que lo hizo.